# Kommunistische Partei Finnlands (1918)
Die Kommunistische Partei Finnlands (finnisch: Suomen Kommunistinen Puolue, SKP; schwedisch: Finlands kommunistiska parti, FKP) war eine Partei in Finnland. Sie wurde 1918 in Moskau gegründet und blieb bis 1944 in Finnland illegal. 1990 ging sie im neugegründeten Linksbündnis auf, und 1992 wurde sie endgültig aufgelöst.

## Entwicklung
Die Kommunistische Partei Finnlands trat nie unter ihrem Namen zu Wahlen an. Vor ihrer Legalisierung 1944 wurden die Kommunisten bei Wahlen von der Sozialistischen Arbeiterpartei Finnlands, später vom Sozialistischen Arbeiter- und Kleinbauernwahlbündnis vertreten. Nach ihrer Legalisierung trieb die SKP die Gründung der Demokratischen Union des Finnischen Volkes (SKDL) voran, die die linken progressiven Kräfte des Landes vereinigen sollte. 
Die SKDL erreichte 1945 bei ihrer ersten Teilnahme an den Parlamentswahlen 23,5 % der Stimmen. Bis einschließlich der Parlamentswahl 1979 erreichte die Partei stets Ergebnisse zwischen 17 % und 24 %. Ende der 1960er Jahre kam es zum Konflikt innerhalb der SKP. Während der Parteivorsitzende Aarne Saarinen einen eurokommunistischen Kurs fuhr, stellte sich eine moskautreue Minderheit unter der Führung von Taisto Sinisalo dagegen. Die oft als „Taistoisten“ bezeichneten Orthodoxen hießen so auch das sowjetische Eingreifen in der Tschechoslowakei 1968 gut, während dieses von Saarinen auch öffentlich kritisiert wurde. Saarinen gelang es jedoch, die Einheit der Partei aufrechtzuerhalten, unter anderem auch dadurch, dass Sinisalo 1970 hinter Saarinen zum Zweiten Vorsitzenden gewählt wurde. Mitte der 1980er Jahre kam es jedoch dann doch zur Spaltung der SKP in ein moskautreues Lager und eine eurokommunistische Gruppe, welche die Mehrheit der Partei behielt. Die moskautreuen Mitglieder spalteten sich ab und gründeten die Demokratische Alternative (DeVa). Um 1980 erreichte die Mitgliederzahl der SKP die Marke von 50.000, doch zu Beginn der 1980er Jahre sank die Zahl rapide, und auch die Wahlergebnisse der SKDL sanken auf zuletzt unter 10 % (1987). 1990 gingen die SKDL und die SKP schließlich im neugegründeten Linksbündnis (Vasemmistoliitto, Vas.) auf. Die SKP löste sich 1992 endgültig auf, nachdem sie finanziell bankrott war.
Innerhalb des Linksbündnisses kam es bereits Anfang der 1990er Jahre zur Abspaltung und zur Gründung einer neuen Kommunistischen Partei Finnlands.

## Liste der Führungspolitiker
| - 1918–1920: Yrjö Sirola - 1920–1935: Kullervo Manner - 1935–1937: Hannes Mäkinen - 1937–1938: Jukka Lehtosaari - 1944–1945: Aimo Aaltonen - 1945–1948: Aaro Uusitalo - 1948–1966: Aimo Aaltonen - 1966–1982: Aarne Saarinen - 1982–1984: Jouko Kajanoja - 1984–1988: Arvo Aalto - 1988–1990: Jarmo Wahlström - 1990–1992: Heljä Tammisola | - 1935–1940: Arvo Tuominen - 1944–1969: Ville Pessi - 1969–1977: Arvo Aalto - 1977–1981: Erkki Kivimäki - 1981–1984: Arvo Aalto - 1984–1985: Aarno Aitamurto - 1985–1988: Esko Vainionpää - 1988–1990: Heljä Tammisola - 1990–1992: Asko Mäki |

## Mitgliederentwicklung
| Jahr | Mitglieder |
| ---- | ---------- |
| 1921 | ca. 500    |
| 1924 | 1.196      |
| 1927 | 1.951      |
| 1932 | 2.180      |

| Jahr | Mitglieder |
| ---- | ---------- |
| 1944 | 3.169      |
| 1945 | 23.778     |
| 1965 | 47.191     |
| 1970 | 47.094     |

| Jahr | Mitglieder |
| ---- | ---------- |
| 1975 | 44.117     |
| 1980 | 51.139     |
| 1983 | ca. 33.400 |
| 1986 | ca. 31.000 |

## Weitere bekannte Mitglieder
- Armas Äikiä (1904–1965), Literat und Journalist
- Hertta Kuusinen (1904–1974), Ministerin, Tochter von Otto Wille Kuusinen
- Otto Wille Kuusinen (1881–1964), Politiker und Gründungsmitglied der SKP
- Eino Rahja (1885–1936), Gründungsmitglied der SKP